# Andrei Jewgenjewitsch Belogrud
Andrei Jewgenjewitsch Belogrud (russisch Андрей Евгеньевич Белогруд; * 1875 in Schytomyr; † 19. Juli 1933 in Krasnogwardeisk) war ein russischer Architekt und Hochschullehrer.

## Leben
Belogrud studierte 1901–1910 Architektur an der Kaiserlichen Kunstakademie in St. Petersburg bei L. N. Benois. Darauf wurde er Dozent an der Kunstakademie (1912–1928), deren Rektor er 1920–1922 war und deren Architektur-Fakultät er 1922–1928 als Dekan leitete. Daneben lehrte er an der Polytechnischen Frauenhochschule (1912–1925) und darauf an der Polytechnischen Universität St. Petersburg (1926–1930).
1910 baute Belogrud zusammen mit S. G. Ginger A. I. Baschkirows Sporting Palace am Kamennoostrowski Prospekt Nr. 42 in St. Petersburg. Es folgte 1912–1913 ein Wohnhaus des Architekten K. I. Rosenstein am Großen Prospekt der Petrograder Seite Nr. 77, das Rosenstein selbst begonnen hatte. An der gleichen Straße Nr. 102 vollendete er 1914 das Wohnhaus des Architekten J. I. Gonzkewitsch, dass dieser 1912 begonnen hatte und in dem nun Belogrud bis zu seinem Tode wohnte. An der Kreuzung dieser Straße mit dem Kamennoostrowski Prospekt vollendete Belogrud 1915 Rosensteins Wohnhaus mit den Türmen, dass Rosenstein 1913 begonnen hatte. Für sich selbst baute Belogrud eine Datsche in Gattschina.
Belogrud leitete ein Projekt zur Restrukturierung Stalingrads. Er war Mitglied der Geschäftsführung der Gesellschaft der Architekten und Künstler und später der der Leningrader Union der Sowjetischen Architekten.
Belogrud wurde auf dem Leningrader Nowodewitschi-Friedhof begraben.

## Werke

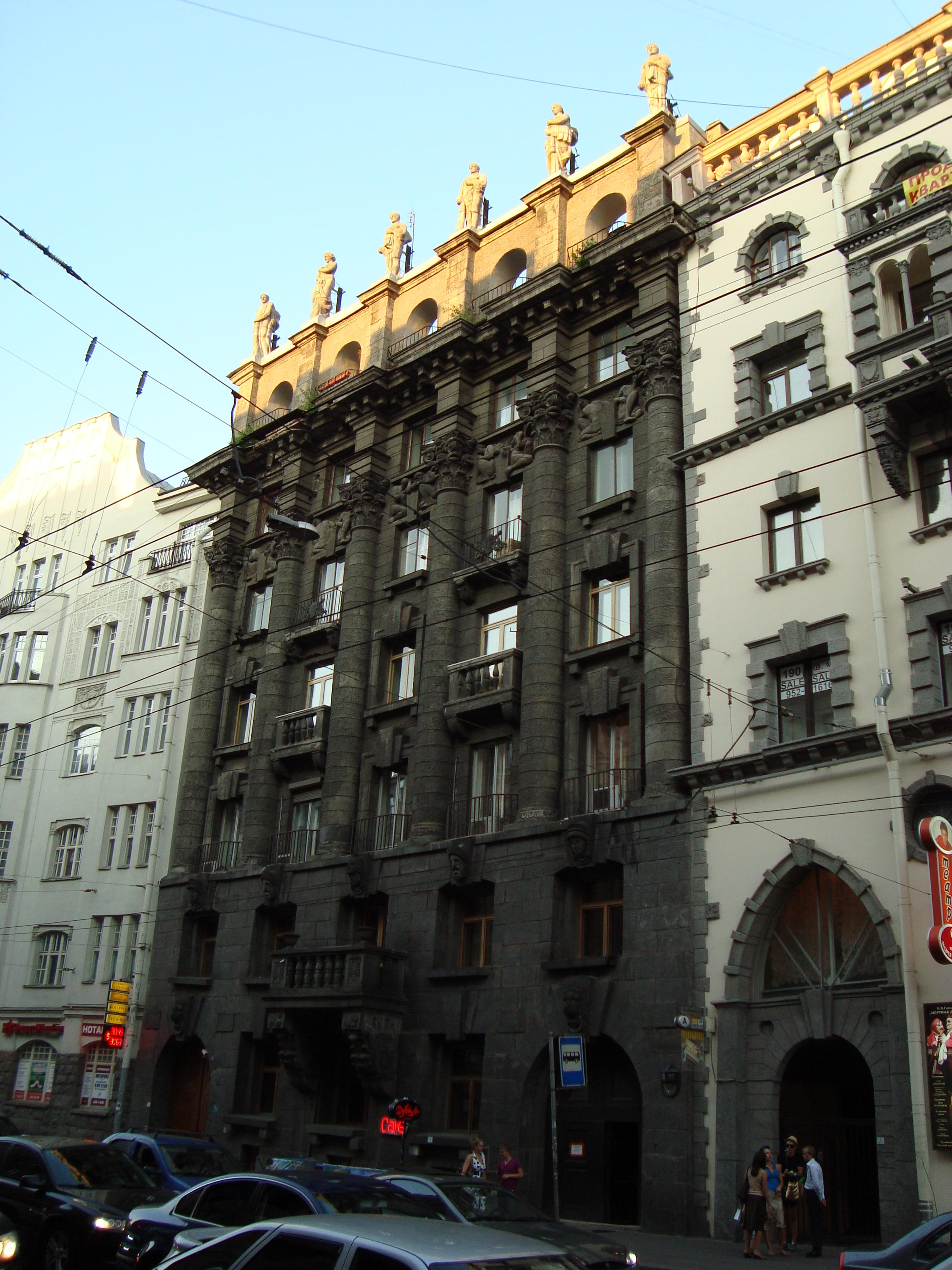
Wohnhaus am Großen Prospekt der Petrograder Seite Nr. 77 in St. Petersburg
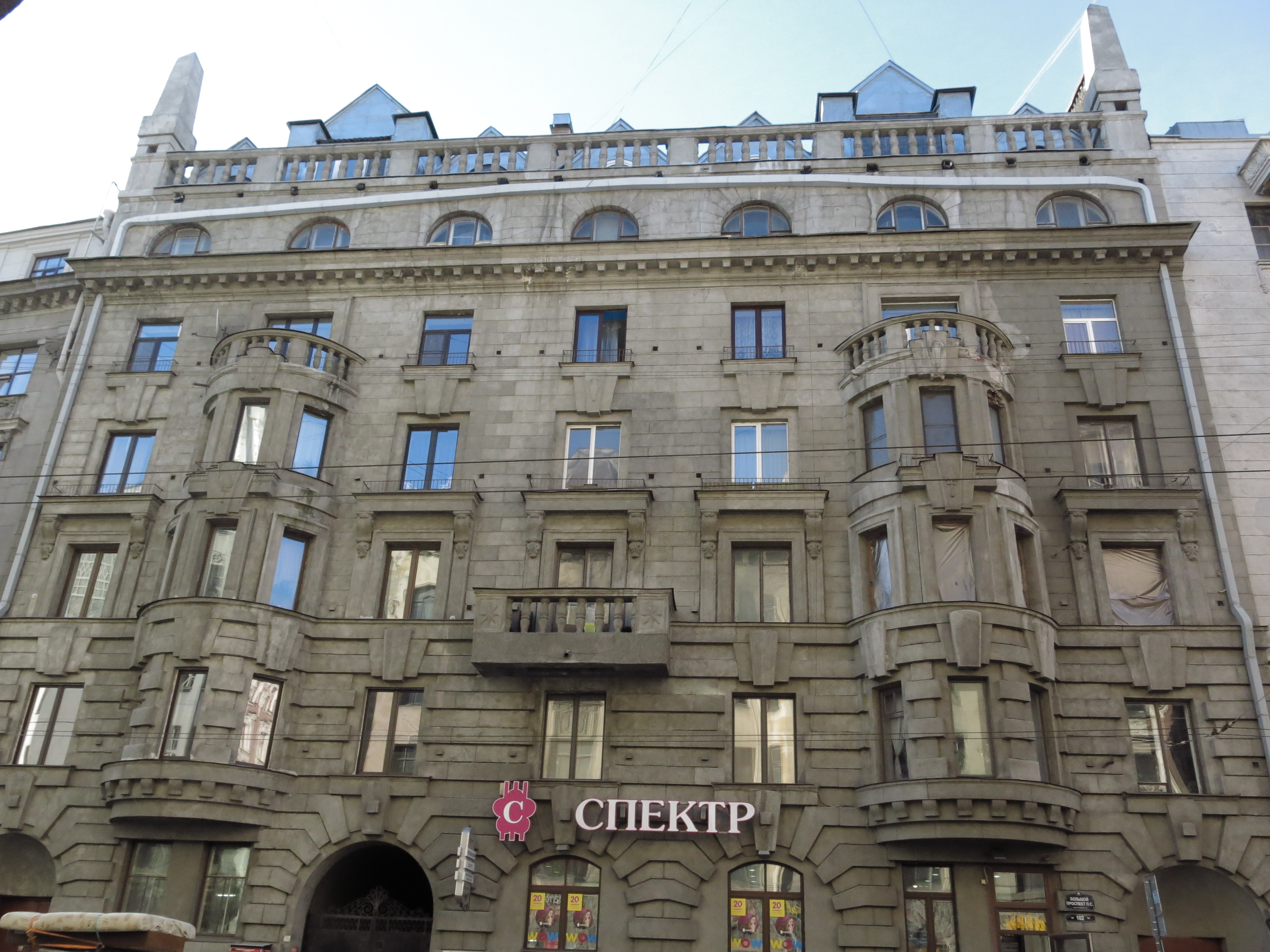
Wohnhaus am Großen Prospekt der Petrograder Seite Nr. 102 in St. Petersburg
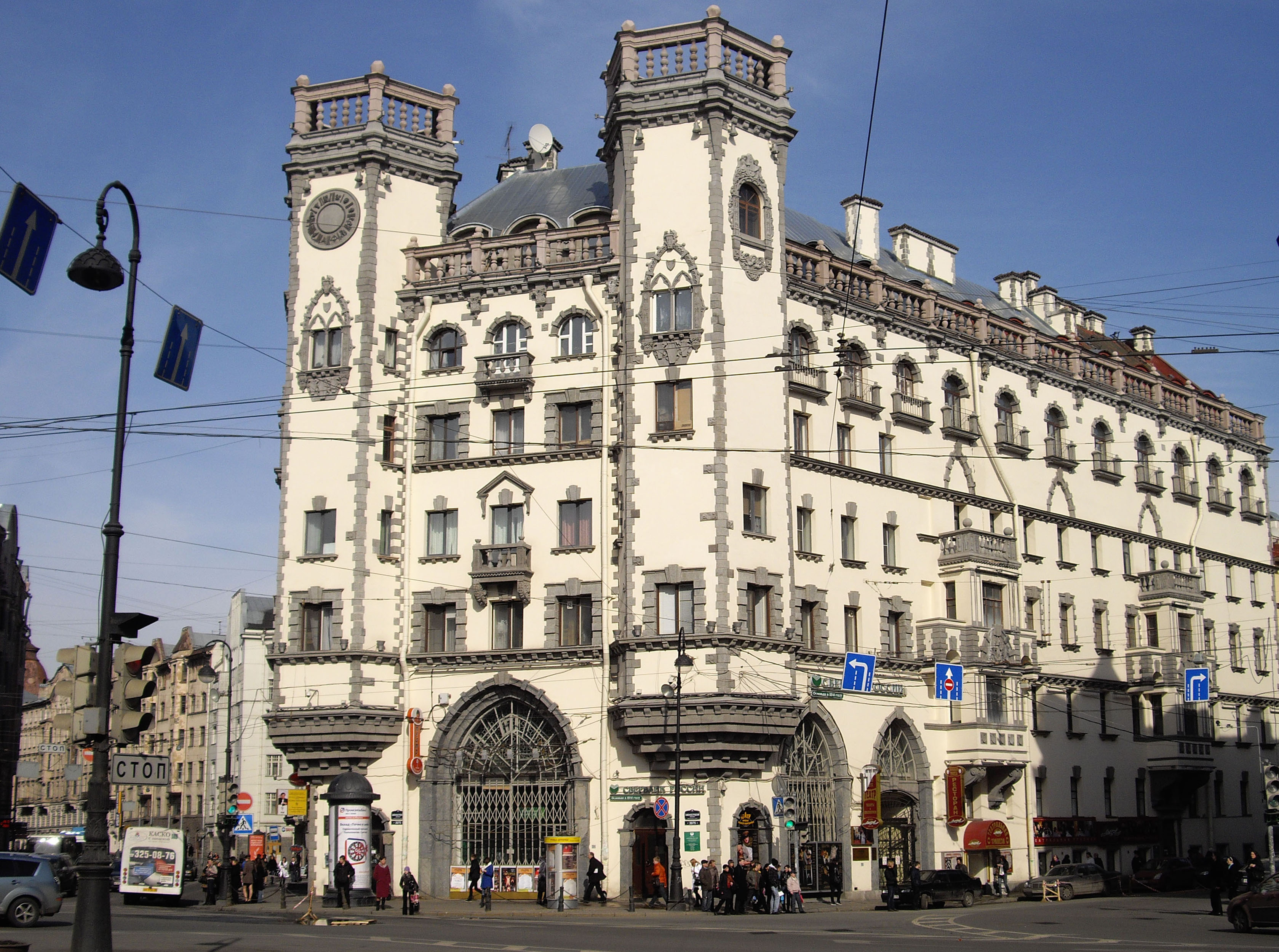
Wohnhaus mit den Türmen in St. Petersburg